# 三河物語

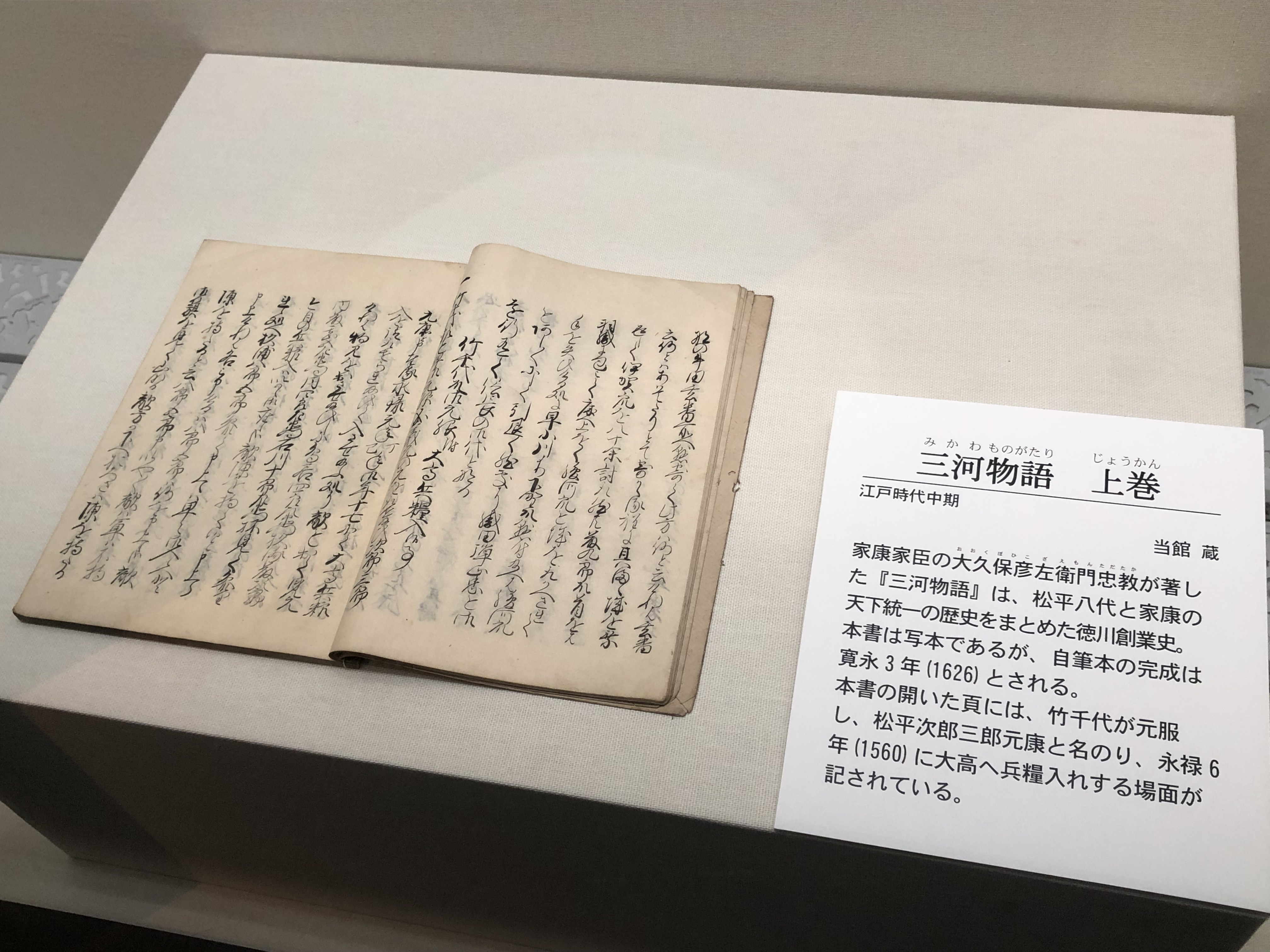
『三河物語』上巻の写本

『三河物語』（みかわものがたり）は、江戸時代初期の、旗本の大久保忠教による著作。戦国時代から江戸時代初期を知るための史料とされることもあるが、徳川史観による偏った記述により資料としての正確性は欠如している。

## 概要
寛永3年（1626年）から同9年（1632年）頃に成立した三河物語諸本のうち、奥書の年次が最も古いものは上・中・下巻すべて元和8年（1622年）である。しかしその内容は、元和9年に将軍となった徳川家光を「当将軍」扱いしていたり、本多正純が佐竹氏に預けられた件（寛永元年＝1624年の出来事）が記されていたりと、明らかにそれ以降の内容が含まれているため、このように推測されている。上・中・下の3巻からなり、忠教の実証可能な見聞や自身の事蹟にかかわるのは下巻だけで、上・中巻は諸記録や伝聞をもとにしての編述であり、その出典は挙げられていないため信憑性は定かではないとされる。
忠教は「門外不出であり、公開するつもりもないため他家のことはあまり書かず、子孫だけに向けて記した」「この本を皆が読まれた時、（私が）我が家のことのみを考えて、依怙贔屓（えこひいき）を目的として書いたものだとは思わないで欲しい」と記しているが、書かれてすぐに写本が作られた形跡があることが指摘される。結果として写本が一般に出回るが、流布したものは下巻の後ろ1/3ほどが欠けている。
戦国時代から江戸時代初期を知るための一次史料であるが、徳川びいきの記述が目立ち、創作の指摘がなされている。特に松平信康の切腹事件についての記述は、『家忠日記』や「安土日記」（『信長公記』の一部）、『当代記』などの記録と食い違っていることから、事実ではないと見られている。また、大久保氏が最初に仕えた安祥松平家（徳川家）当主と思われる松平清康を顕彰するために、その父である信忠やその弟の信定を貶めている可能性も指摘されている。さらに踏み込んで、政治性を強く帯びた「譜代プロパガンダの書」だという指摘もある。さらに、内容には歴史著述だけでなく、忠教の不満や意見などがそのまま現れている。宮本義己は主筋の家康についても敬称を用いないことから、偽りを記さないという高言も、事実関係の是非を論じたものではなく、嘘を書かないという理解において首肯できるとしたうえで、誤字や当て字、一方的見方や邪推の類もあるが、徳川将軍家草創時期の初期資料としての価値は高いとしている。
珍しい特徴として、仮名混じりの独特の表記・文体で記されており、この時代の口語体を現代に伝える資料としての側面もある。

## 校注・現代語訳
- 『日本思想大系26 三河物語』 斎木一馬・岡山泰四校注、岩波書店, 1976年
- 小林賢章訳『現代語訳 三河物語』ちくま学芸文庫, 2018年
  - 元版「三河物語」教育社新書（上下）, 1980年。シリーズ原本現代訳
- 百瀬明治編訳『三河物語』徳間書店, 1992年

## 関連作品
- 安彦良和『三河物語』（マンガ日本の古典23）、中央公論社（1995年）、中公文庫で再刊（2001年）
『三河物語』そのものをモチーフとした作品ではなく、関ヶ原の戦い直後から晩年の忠教の姿を、彼に仕えた一心太助の視点から語るという体裁になっている。『三河物語』の内容そのものは、彦左衛門が語る軍談として断片的に引用されている。
- 宮城谷昌光『新三河物語』（全3巻） 、新潮社 (2008年）、新潮文庫で再刊（2011年）
彦左衛門（作中では幼名の平助で呼ばれる）を主人公として、大久保一族の活躍と挫折を書く。『三河物語』を著した後の姿も書かれている。
- 童門冬二『老虫は消えず 小説大久保彦左衛門』、集英社（1994年）、集英社文庫で再刊（1997年）
『三河物語』が江戸城の武士らに熟読される理由「付箋」が語られている。
- 山本周五郎『彦左衛門外記』、講談社（1959年）、新潮文庫で再刊（1981年、2004年改版）
『三河物語』への直接の言及はないが、忠教の所持する記録と諸家の記録を照合した甥の手により、その原典ともいえる書物が誕生してゆく様をユーモアと諷刺を交えつつ描いたフィクション。